# Ikombo
Ikombo är en krater i Kenya.   Den ligger i länet Isiolo, i den centrala delen av landet, 210 km nordost om huvudstaden Nairobi. Toppen på Ikombo är 1 812 meter över havet.
Terrängen runt Ikombo är kuperad. Runt Ikombo är det mycket tätbefolkat, med 1 361 invånare per kvadratkilometer. Närmaste större samhälle är Maua, 10,4 km söder om Ikombo. Omgivningarna runt Ikombo är en mosaik av jordbruksmark och naturlig växtlighet.